# Balotaje en Argentina
El balotaje en Argentina, o segunda vuelta electoral, fue incluido en el sistema electoral argentino en dos ocasiones: por la dictadura militar autodenominada Revolución Argentina en 1972 y por la reforma constitucional de 1994.

## Historia

### Régimen impuesto en 1972/1973
El método de balotaje fue establecido por primera vez en la Argentina por la Junta de Comandantes de la dictadura autodenominada Revolución Argentina mediante el Estatuto Fundamental Temporario de 1972 (EFT) y la Ley N.º 19.862.
El Estatuto Fundamental Temporario fue sancionado el 24 de agosto de 1972, reformando el art. 91 del texto constitucional impuesto por la dictadura autodenominada Revolución Libertadora en 1957, a fin de establecer el voto directo por mayoría absoluta de los votantes, para presidente y vicepresidente:

Artículo 91.- El presidente y vicepresidente serán elegidos simultánea y directamente por el pueblo de la Nación, cuyo territorio, a ese efecto formará un distrito único. La elección deberá efectuarse entre seis y dos meses antes que concluya el período del presidente en ejercicio. Se proclamarán electos los candidatos que obtuvieren la mayoría absoluta de los votos válidos emitidos. La ley determinará el procedimiento a seguir si ninguno alcanzare esa mayoría, observándose el principio de elección directa.

El EFT también estableció el voto directo para senadores, pero a diferencia de la elección presidencial no utilizó la expresión "mayoría absoluta", limitándose a establecer que a la "mayoría" le correspondían dos de los tres senadores por cada provincia, y a la "primera minoría", el restante:

Artículo 46.- El Senado se compondrá de tres senadores de cada provincia y tres de la Capital Federal, elegidos en forma directa por el pueblo de cada una de ellas, en la oportunidad prevista en el Artículo 81. Dos le corresponderán a la mayoría y uno a la primera minoría...

El 3 de octubre de 1972, el dictador Alejandro Agustín Lanusse sancionó la Ley N.º 19.862 estableciendo el sistema electoral nacional y dos regímenes de balotaje según se tratara de la elección presidencial o la de senadores.
Para la elección del presidente y vicepresidente, la Ley N.º 19.862 estableció que, en caso de que ningún candidato alcanzara la mayoría absoluta de los votos válidos debía procederse a una segunda vuelta electoral con las siguientes características:
- Si las dos fórmulas más votadas hubieran sumado juntas las dos terceras partes (66,66%) de los votos válidos, la segunda vuelta debía realizarse entre las dos fórmulas, tal como se habían presentado en la primera vuelta;
- Si las dos fórmulas más votadas no hubieran sumado juntas las dos terceras partes (66,66%) de los votos válidos, el sistema admitía que las dos coaliciones más votadas, pudieran cambiar el candidato a vicepresidente, para incluir en su lugar a cualquier de los candidatos a presidente o vicepresidente de las terceras fuerzas que hubieran sacado más del 15%;
- El sistema también permitía que los dos partidos más votados, combinaran sus fórmulas presidenciales, con el candidato a presidente de uno y el candidato a presidente o vicepresidente del otro. En este caso, el balotaje debía realizarse con la tercera fuerza que hubiera alcanzado el 15%, la que a su vez también podría integrar sus fórmula con candidatos presentados por otras fuerzas que superaran el 15%.[2]

Para la elección de senadores se estableció un sistema de balotaje, en caso de que ningún candidato obtuviera mayoría absoluta, entre las dos listas más votadas.
El régimen de balotaje presidencial estuvo vigente en las elecciones de marzo y septiembre de 1973. En las elecciones de marzo Héctor J. Cámpora fue el candidato más votado, llegando al 49,56%, pero no alcanzó la mayoría absoluta que impuso la dictadura. El segundo candidato más votado por Ricardo Balbín (21,29%). La suma de los votos de ambos candidatos sumados fue del 70,85%, superando así los dos tercios que contemplaba la ley. Debía realizarse entonces una segunda vuelta para optar por Cámpora-Solano Lima, o Balbín-Gamond, sin posibilidad de que ambas fuerzas pudieran combinar sus fórmulas. Pero Balbín renunció a presentarse en la segunda vuelta y el gobierno consagró a Cámpora como presidente de la Nación.
En las elecciones de septiembre del mismo año, Juan Domingo Perón obtuvo la mayoría absoluta de los votos, al superar el 62% de los votos, razón por la cual no se activó la norma supletoria del balotaje.

#### Elecciones de gobernador/vicegobernador
El balotaje también fue utilizado para definir la elección de doce gobernadores provinciales (Córdoba, Corrientes, Chubut, Entre Ríos, Formosa, La Pampa, Mendoza, Misiones, Neuquén, San Juan, San Luis y Santa Fe) y catorce parejas de senadores nacionales (Capital Federal, Córdoba, Corrientes, Chubut, Entre Ríos, Formosa, La Pampa, Mendoza, Misiones, Río Negro, San Juan, San Luis, Santa Fe y Santiago del Estero).
Los siguientes son los resultados de las elecciones en segunda vuelta realizadas en 1973 para definir la elección del gobernador y vicegobernador de provincia:
- Chubut: PJ Benito Fernández – Arturo Campelo (57.9%). Partido Acción Chubutense Roque González – Osvaldo Williams
- Córdoba: PJ (FREJULI) Obregón Cano – Atilio López (53.2%). UCR Víctor Martínez – Felipe Celli
- Corrientes: FREJULI Julio Romero – Francisco Borges Sa (62%). Pacto Autonomista Libertad Justo Díaz Colodrero – Ricardo Leconte
- Entre Ríos: FREJULI Enrique Cresto – Dardo Blanc (63.5%). UCR Luis Corte – José Luis Rodríguez Artussi
- Formosa: PJ Antenor Argentino Gauna – Ausberto Ortiz (70.2%). UCR Alberto Maglietti – Alfonso Vitti
- La Pampa: FREJULI Aquiles Regazzoli – Rubén Hugo Marín (57.7%). Movimiento Federalista Pampeano Ismael Amit – Nicandro Morales
- Mendoza: FREJULI Martínez Baca – Carlos Mendoza (71.4%). Partido Demócrata Eduardo Vicchi – Manlio Ardigó
- Misiones: FREJULI Juan Manuel Irrazábal – César Napoleón Ayrault (60%). UCR Ricardo Barrios Arrechea – José A. Falsone
- Neuquén: MPN Elías Sapag – Antonio del Vas (60.3%). FREJULI Ángel Nicanor Romero – Emiliano Such
- San Juan: FREJULI Eloy Próspero Camus – Francisco Aguilar (53.2%). Partido Bloquista Eduardo Bazán Agrás – Domingo Rodríguez Castro.
- San Luis: PJ Elías Adre (67%). Movimiento Popular Provincial Guillermo Belgrano Rawson
- Santa Fe: MID (utilizada por FREJULI) Carlos Sylvestre Begnis – Eduardo Cuello (62.3%). Alianza Popular Federalista Alberto Natale – Mario Verdú

#### Elecciones de senadores nacionales
Los siguientes son los resultados de las elecciones en segunda vuelta realizadas en 1973 para definir la elección de los dos senadores que correspondían a la fuerza mayoritaria en cada distrito:
- Capital Federal: UCR Zarriello – De la Rúa (54.12%). FREJULI Díaz Bialet – Sánchez Sorondo
- Chubut: PJ Juan Carlos Chaile – Ramón Lorenzo (62%). UCR Hipólito Solari Yrigoyen – Néstor Alcides Moré
- Córdoba: PJ Luis Carnevale – José Allende (53.6%). UCR Eduardo Angeloz – Carlos Becerra
- Corrientes: FREJULI Humberto A. Romero – Carmelo Peroni (59.6%). PAL Omar Manzini – Diego Díaz Colodrero
- Entre Ríos: FREJULI Lucio Roque D´Agostino – Héctor Maya (63.5%). UCR Carlos H. Perette – Carlos Saúl Contín
- Formosa: PJ Leny Valle de González – Joaquín Esperanza (71.2%). UCR Osvaldo Cáceres – César Loza
- La Pampa: FREJULI Domingo Andrés Frois – Justino García (57.5%). MFP Pablo Eliseo Grubisich – Adolfo Bermang
- Mendoza: FREJULI Pedro Cámpora – Carlos Evans (71.3%). PD Amadeo Frúgoli – Francisco Gabrielli
- Misiones: FREJULI Miguel Moreira – Pedro Ávalos (59.2%). UCR Mario Losada – Juan Carlos Guerra
- Río Negro: PJ Emilio Belenguer – Martha Minichelli de Constanzo (64.9%). UCR Antonio Nápoli – Antonio Ruiz
- San Juan: FREJULI Américo Alberto García – Apolo Cantón (52.6%). PB Leopoldo Bravo – Luis Alfredo Olso.
- San Luis: PJ Carlos Franco – Oraldo Norvel Britos (66%). MPP Juan Gregorio Vivas – Edmundo Tello Cornejo
- Santa Fe: MID Yamili Bárbora de Nasif – Afrio Pennisi (62.3%). APF Camilo Muniagurria – Armando Borga
- Santiago del Estero: FREJULI Pedro Luna – Francisco Cerro (54.6%). MID Ramón Enrique Moreno – Washington Inca Cardozo

#### Pérdida automática de vigencia
El Estatuto Temporario de 1972 -y con él el sistema de balotaje que establecía- perdió automáticamente su vigencia en 1981, durante la dictadura autodenominada Proceso de Reorganización Nacional.

### Régimen constitucional de 1994
La reforma constitucional de 1994 (art.s 94 a 98) incluyó el método de balotaje, denominado «segunda vuelta electoral», para la elección presidencial exclusivamente. Otros distritos adoptaron el mismo sistema más tarde, como Ciudad Autónoma de Buenos Aires, Corrientes, Chaco y Tierra del Fuego.
El sistema electoral aprobado establece que, para ser presidente, el candidato más votado debe obtener al menos el 45% de los votos afirmativos (no cuentan los votos en blanco), o más del 40% con una diferencia de diez puntos porcentuales con el segundo candidato más votado. Si eso no sucede, se debe realizar una segunda vuelta o balotaje, entre los dos candidatos más votados. Resultará elegido presidente el más votado de los dos.  
Este método ha estado en vigor durante las elecciones presidenciales realizadas a partir de 1995, ocasión en la que Carlos Menem, del Partido Justicialista, consiguió la victoria con un 49,94% de los votos, y fue reelecto sin necesitar una segunda vuelta electoral. En la elección de 2003 el candidato más votado fue nuevamente Carlos Menem, con 24,45% siendo el segundo Néstor Kirchner, quien había obtenido 22,24%. En consecuencia debía realizarse una segunda vuelta electoral. Sin embargo, Menem renunció a su candidatura y Kirchner fue así declarado presidente.
En las elecciones de 2015, el candidato más votado fue Daniel Scioli con 37,08%. Por los requisitos constitucionales, debió realizarse un balotaje con quien salió segundo, Mauricio Macri (34,15%). El balotaje fue ganado por Macri quien obtuvo el 51,34% de los votos, contra el 48,66% de Scioli.
En las elecciones de 2023, el candidato más votado fue Sergio Massa con 36,68%. Por los requisitos constitucionales, se realizó un balotaje con quien salió segundo, Javier Milei (29,98%). El balotaje fue ganado por Javier Milei por un margen en torno al 12%.